# El Fouladh Sport
El Fouladh Sport (arabe : الفولاذ الرياضي) est un club tunisien de handball basé à Menzel Bourguiba et fondé le 4 août 1967.